# Harvey Firestone
Harvey Samuel Firestone (Columbiana, Ohio, 20 de dezembro de 1868 — Miami Beach, 7 de fevereiro de 1938) foi um empresário estadunidense. Ficou conhecido como o industrial que estabeleceu a companhia de pneus e borrachas Firestone, empresa que foi, durante cerca de 80 anos, a maior fabricante de pneumáticos do país.

## Carreira
Em Detroit, Samuel Firestone foi o primeiro homem a conduzir um "buggy" com pneus de borracha, na altura em que trabalhava como responsável da empresa do seu tio. Foi quando este negócio de construção de "buggys" falhou que Harvey Firestone se mudou para Chicago, em 1896. Em conjunto com alguns sócios, deu início a um estabelecimento de comercialização de pneus.
Em 1900, o empresário norte-americano mudou-se para Akron, na altura o centro produtivo de pneumáticos. Nessa cidade desenvolveu a sua patente - um mecanismo para aplicar pneus de borracha nos eixos de rodas normais - e com um sócio montou uma empresa.
Dois anos mais tarde, a companhia de Firestone deixou de vender mecanismos produzidos por outras empresas. O norte-americano comprou então uma fábrica onde começou a produzir os seus próprios pneus. Em 1904, Firestone já produzia pneus para automóveis e foi o primeiro no fornecimento deste tipo de produtos para a fabricante de automóveis Ford.
O negócio estabelecido entre as duas companhias fez com que Firestone atingisse, em 1906, o topo da indústria pneumática americana. A Firestone manteve um carácter inovador, sendo pioneira na concepção de vários produtos. A companhia promoveu o uso dos caminhões pesados nas frotas comerciais, e pertenceu a "lobbies" que tentaram pressionar a construção de redes de autoestradas.
O negócio de Harvey Firestone estendeu-se à Ásia. O empresário americano pretendia enfrentar o domínio britânico naquela área do globo e, para tal, comprou as plantações de borracha na Libéria. Harvey Samuel Firestone esteve na presidência da companhia de pneus e borracha Firestone até 1932, altura em que foi substituído pelo seu filho.
Em 1974 foi incluído no Automotive Hall of Fame.